# Spanische Trompete

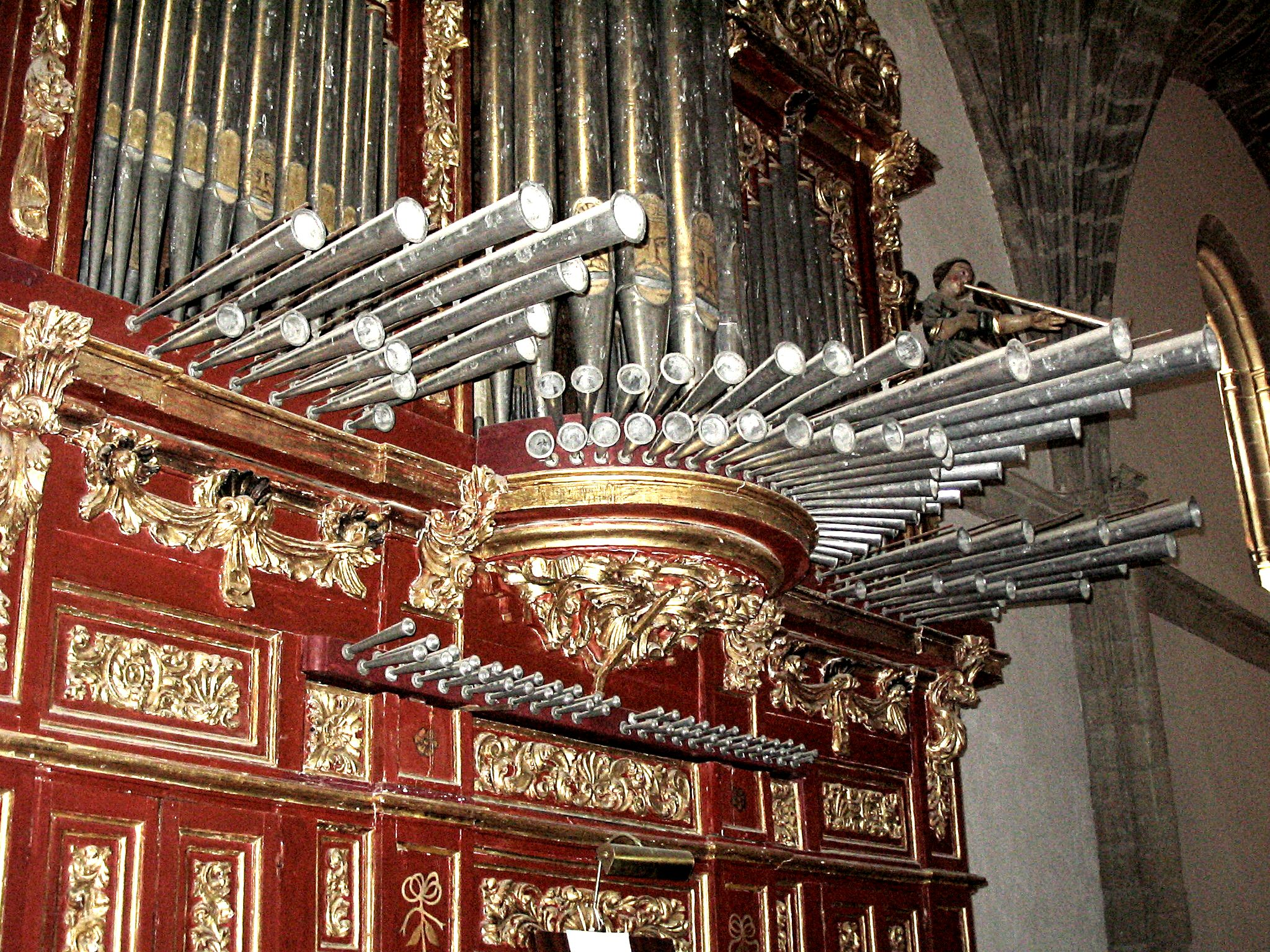
Spanische Barockorgel (Kathedrale von Trujillo) mit Horizontalzungenpfeifen

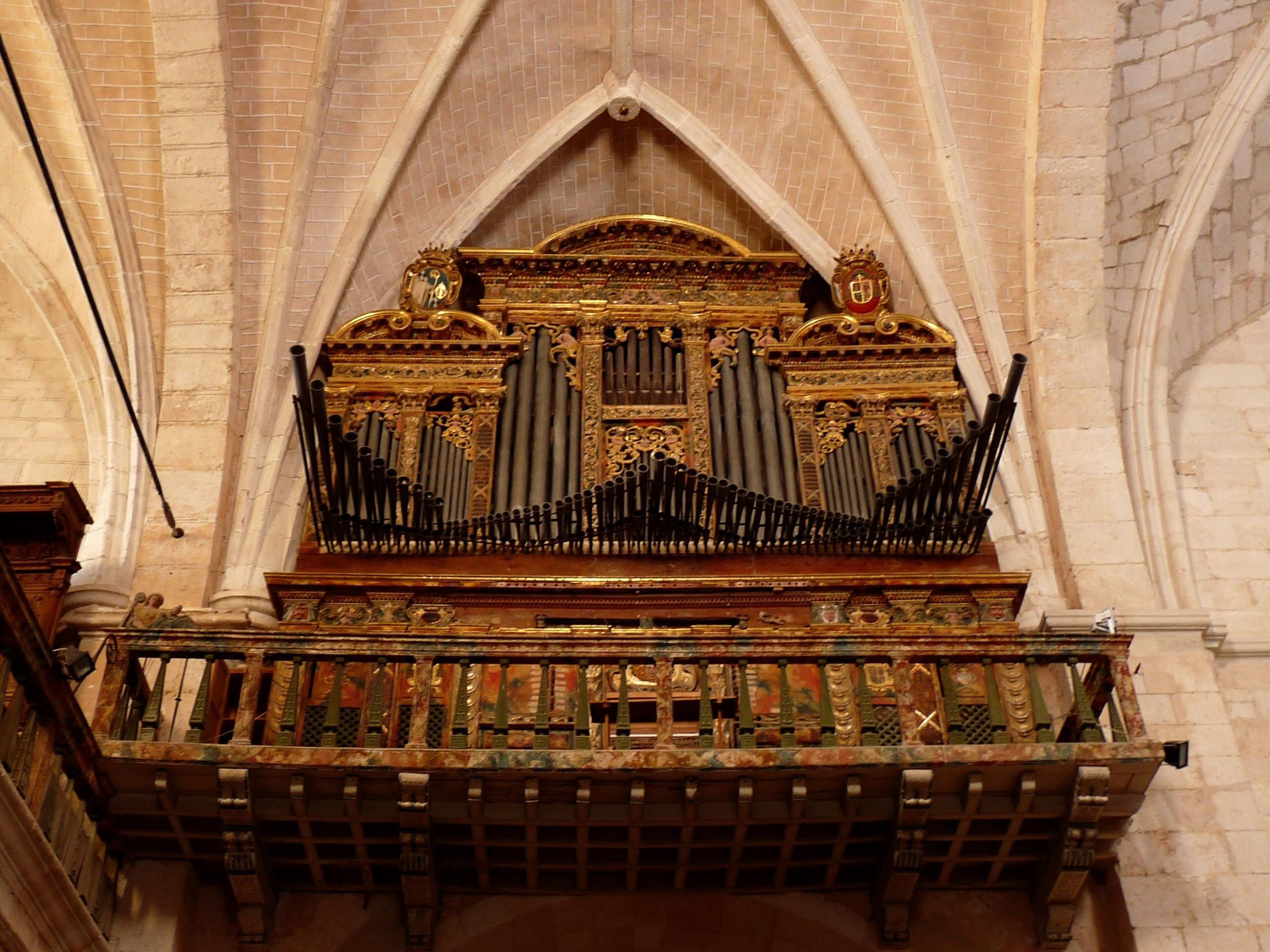
Aufstellung als Schwalbennestorgel (Monasterio de Santa María de Huerta)

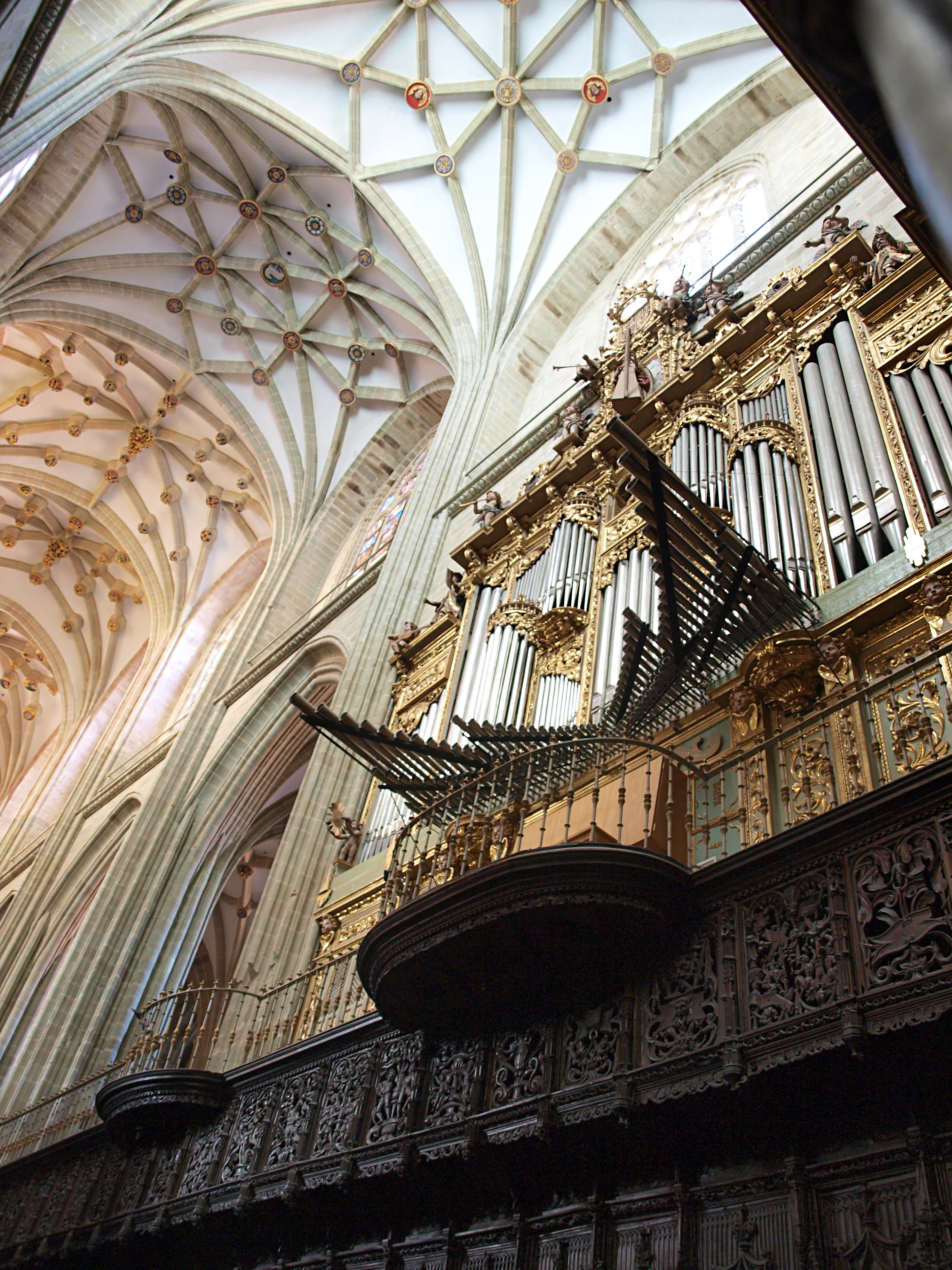
Aufstellung über Mönchschor (Kathedrale von Astorga)

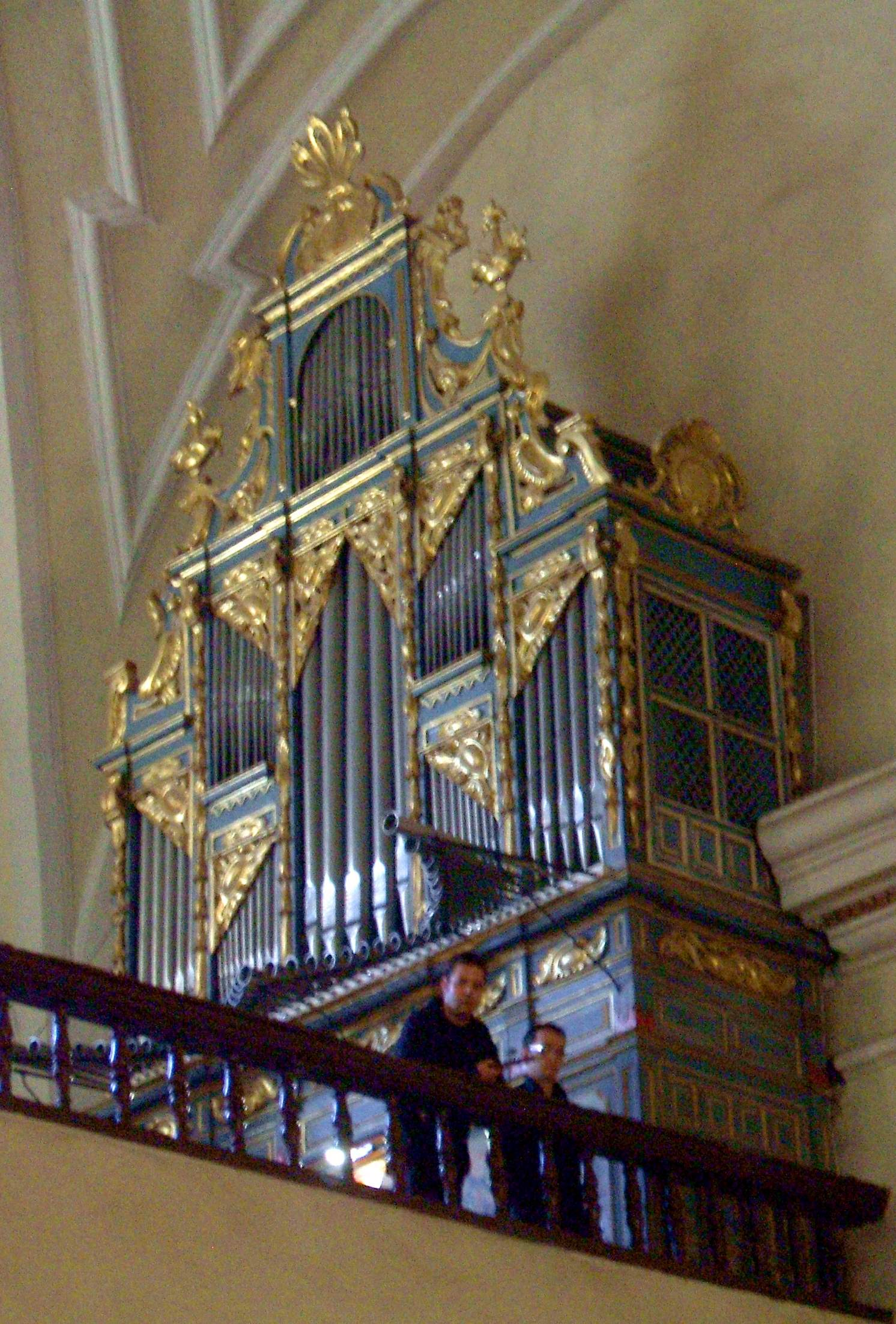
Aufstellung quer auf der Empore (Medina del Campo - Iglesia de San Miguel)

Die Spanische Trompete ist ein Orgelregister, das horizontal im Prospekt der Orgel angeordnet ist.

## Das Register in historischen spanischen Orgeln
Horizontale Zungenpfeifen verbreiteten sich in der 2. Hälfte des 17. Jahrhunderts auf der iberischen Halbinsel und fehlten von da an in kaum einer der Orgeln in diesem Gebiet. Die älteste bekannte Erwähnung betrifft eine Trompete in der Orgel von Eibar 1659. Der optische Eindruck solcher Register scheint von Anfang an kalkuliert gewesen zu sein. Joseph de Echevarría, der erste Orgelbauer, von dem Horizontalzungen bekannt sind, vergleicht sie mit „Artillerie“. Horizontale Zungenpfeifen finden sich auch in Orgeln, die in den damaligen spanischen und portugiesischen Kolonien gebaut wurden.
In traditionellen iberischen Orgeln, bei denen die Manuale zwischen c¹ und cis¹ geteilt sind, finden sich in einer voll ausgebauten „Trompetería“ (oder „Lengüetería“) in der Basshälfte (B) Horizontaltrompeten zu 8′, 4′ und 2′ und in der Diskanthälfte (D) Horizontaltrompeten zu 16′, 8′ und 4′. Der charakteristische Klang dieser Lingualpfeifen, die fast immer mit aufschlagenden Zungen ausgestattet sind, entsteht dadurch, dass sich die Schallwellen aus diesen Pfeifen ohne Hindernisse (andere Pfeifen, Orgelgehäuse) in den Raum ausbreiten können. Spanische Trompeten klingen durchdringend und direkt, sie sind sehr laut, obertonreich und prägnant. Eine Trompetería aus drei oder mehr Spanischen Trompeten kann im wahrsten Sinne des Wortes umwerfend wirken.
In kleinen Instrumenten, aber auch in Instrumenten aus der Anfangszeit der Horizontalzungen findet sich häufig nur eine Horizontaltrompete 4′ B/8′ D und dazu ein horizontal angeordnetes regalartiges Register 8′ B/D. Aus der späten Barockzeit ist ein Instrument in Frankreich (Orgel in St. Maximin, Département Var; erbaut von Jean Esprit Isnard, Fertigstellung 1773) erhalten, das über zwei Horizontaltrompeten 8′ jeweils nur in Diskantlage verfügt.
Historische spanische Orgeln unterscheiden sich von modernen Orgeln durch die Bauweise, Aufstellung und Temperierung des Instruments: Da die historischen Orgeln in der Regel entweder als Schwalbennestorgel an der Seitenwand der Kirche angebracht sind oder – typischerweise in Klosterkirchen oder Kathedralen – über dem Chorgestühl des Mönchschores aufgestellt sind oder – typischerweise in kleineren Kirchen – sich im Vergleich zur üblichen Aufstellung um 90° gedreht an der Seitenwand der Westempore befinden, stehen die Horizontaltrompeten meist quer zur Hauptrichtung der Kirche. Dies hat zur Folge, dass der Schall mehrfach reflektiert wird, bevor er die Zuhörer im Kirchenschiff erreicht. Weitere Gründe für den deutlich weicheren Klang sind die für diese Orgeln typische Mitteltönige Stimmung, ein niedriger Winddruck (von etwa 60 mm WS) und dünne Zungenblätter. Vermutlich war der Platzmangel in den Orgeln aufgrund der Aufstellung über dem Chorgestühl dafür verantwortlich, dass die Zungenregister horizontal außerhalb des Gehäuses Aufstellung fanden.

## Spanische Trompeten in modernen Orgeln

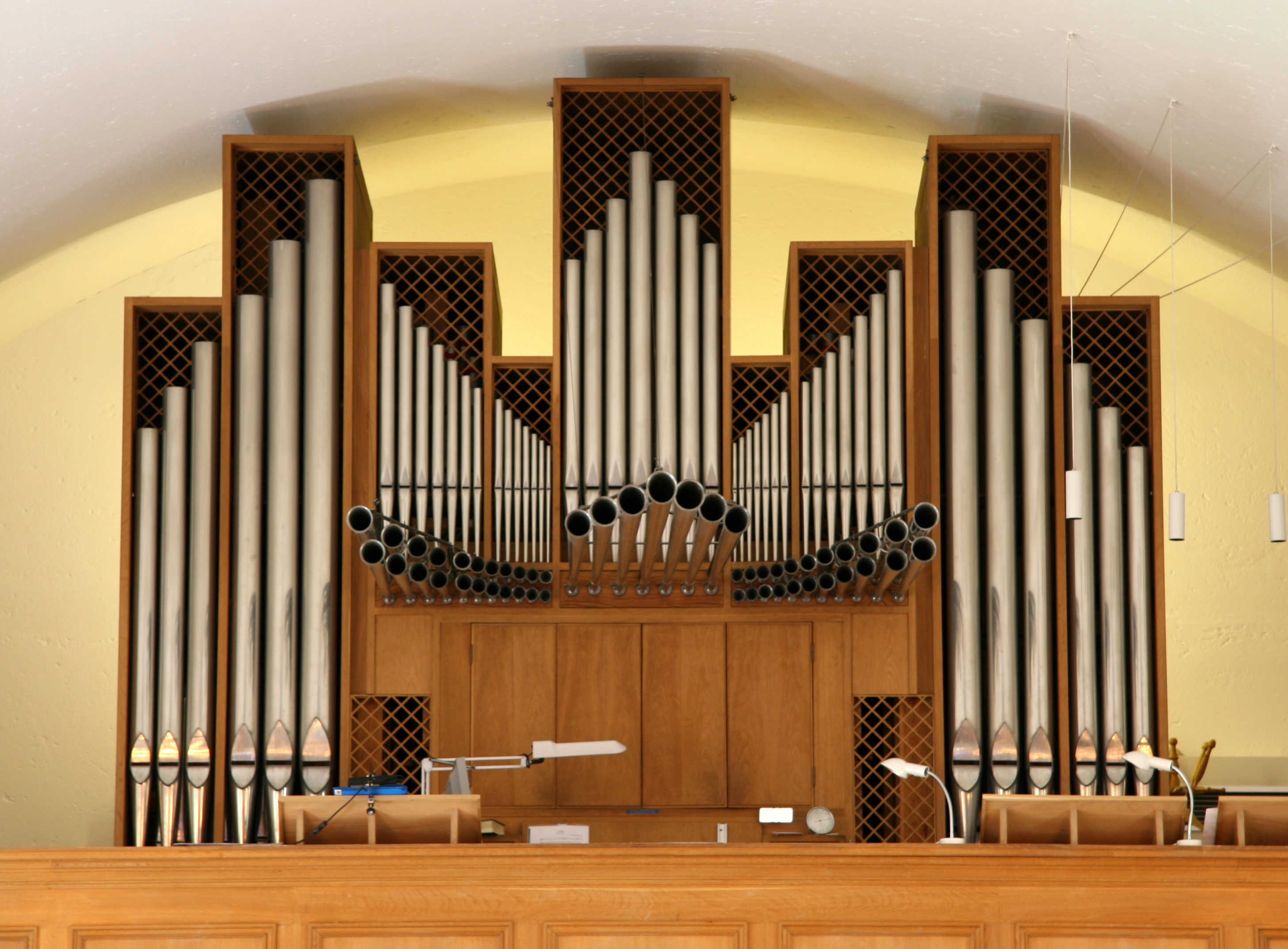
Spanische Trompete in einer modernen Orgel (Flintholm Kirke, Frederiksberg, Dänemark)

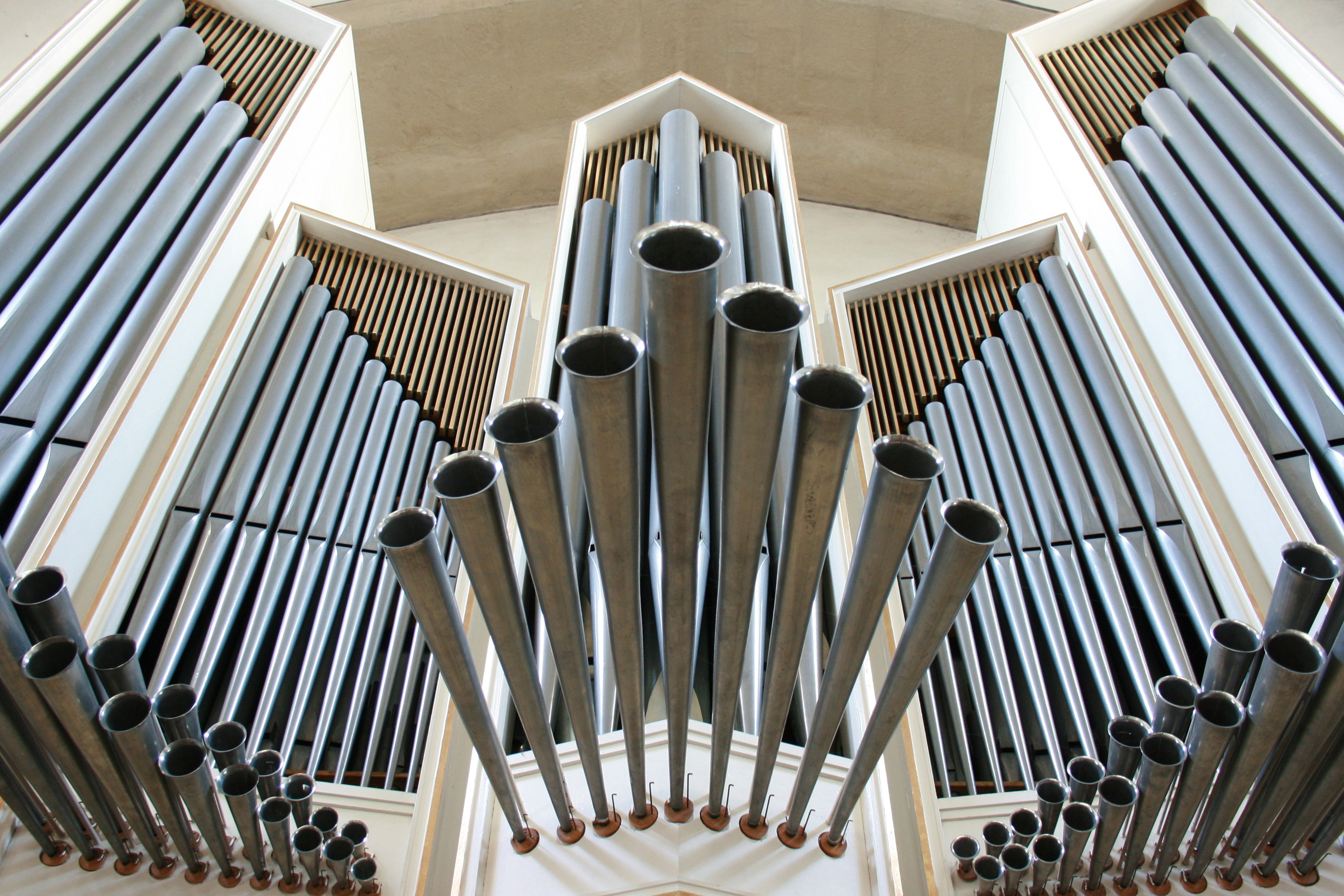
Spanische Trompete in einer modernen Orgel, Detailansicht (Jakobus-Kirche, Breckerfeld)

Nachdem bereits Aristide Cavaillé-Coll, der mit dem spanischen Orgelbau vertraut war, im französischen Orgelbau des 19. Jahrhunderts Trompettes en chamade verwendet hatte, werden verstärkt seit der zweiten Hälfte des 20. Jahrhunderts auch in anderen Ländern horizontale Zungenregister hergestellt. Sie werden einerseits wegen des besonderen optischen Eindrucks, andererseits wegen des durchdringenden Klangs gerne gebaut. Die herkömmliche moderne Bauweise weicht allerdings stark von der historischen spanischen Ausführung ab, sodass die Bezeichnung „Horizontaltrompete“ angemessener erscheint. In modernen Orgeln wird die Trompetería entweder in Anlehnung an die iberische Tradition als geteilte Register gestaltet oder die horizontalen Zungenregister werden wie alle anderen Register in der jeweiligen Orgel durchlaufend gebaut. In ihrer Bauweise sind sie seit der Zeit Cavaillé-Colls meist nicht den klassischen spanischen Horizontalzungen nachempfunden, sondern modern. Das bewirkt einen erheblich „massiveren“ Klangcharakter als bei historischen Exemplaren. Häufig wird die Trompetería als eigenes Werk entweder mit eigenem Manual oder ohne eigenes Manual mit Koppeln zu den vorhandenen Manualen disponiert.
Authentische, in Spanien gefertigte historische Zungenregister sind in Deutschland in der Orgel der Abteikirche Marienstatt sowie in der Orgel der Pfarrkirche St. Jakobus (Rüdesheim) verbaut.

## Register
Gebräuchliche historische Namen sind:
- Trompeta de batalla (8′ B/D)
- Trompeta de campaña (8′ B/D)
- Bajoncillo (4′ B)
- Clarín claro (8′ D)
- Clarín de batalla (8′ D)
- Clarín de campaña (8′ D)
- Clarín en quincena (2′ B)
- Trompeta magna (16′ D)
- Trompeta imperial (32′ D oder 16′ D)
- Trompeta quinta (5 1⁄3′ D, B/D oder ohne Teilung, selten)

Seit dem späten 19. Jahrhundert sind folgende Bezeichnungen zu finden:
- Trompette/Clairon harmonique (bei Aristide Cavaillé-Coll)[7]
- Chamade (16′, 8′ oder 4′ mit oder ohne Teilung)
- Trompette en chamade (16′, 8′ oder 4′, mit oder ohne Teilung)
- Spanische Trompete (16′, 8′ oder 4′, mit oder ohne Teilung)
- Royal Trumpet (16′, 8′ oder 4′, mit oder ohne Teilung, in modernen Orgeln oft als Hochdruckregister)

Vereinzelt gibt es auch Horizontaltrompeten 16′ im Bass mit halber Becherlänge (Trompeta bastarda). Mit Trompeta magna kann auch eine innen stehende Trompete 16′ (D oder B/D, dann B mit halber Becherlänge) gemeint sein. Mit Trompeta imperial kann auch eine innen stehende Trompete 32′ D oder 16′ D gemeint sein. Trompeta real ist fast immer eine innen stehende Trompete, normalerweise zu 8′, die in nahezu jeder Orgel mit Horizontalzungenstimmen vorhanden ist.
Zur Trompetería gehören oft auch noch regalartige Lingualregister (Dulzaina, Orlos, Viejas, Viejos) mit kurzen konischen oder zylindrischen, mitunter teilgedeckten, Bechern in den Lagen 16′ B/D, 8′ B/D, 4′ B/D (D selten) und 2′ B.

## Klangbeispiele
Gespielt an den Orgeln der Kirche „San Juan Bautista“ in Marchena, Spanien:
- Horizontalzungenchor 1ⓘ/? (470 kB)
- Horizontalzungenchor 2ⓘ/? (614 kB)